# Galaksija BASIC
Galaksija BASIC — интерпретатор языка программирования BASIC для самодельного домашнего компьютера Galaksija из Югославии.

## Описание
Частично основан на коде, взятом из Level 1 BASIC для TRS-80, который, по мнению автора, являлся Microsoft BASIC. По сравнению с оригиналом в Galaksija BASIC были произведены обширные модификации, такие как включение элементарной поддержки массива, код генерации видео (при помощи центрального процессора и при отсутствии графического адаптера), другие улучшения языка программирования. В результате от оригинала осталось немногим больше, чем порядок выполнения и арифметические вычисления для чисел с плавающей запятой.
Основная реализация интерпретатора полностью содержалась в 4-килобайтном ПЗУ «A» или «1». На исходной материнской плате компьютера был зарезервирован слот для расширения ПЗУ «B» или «2», которое добавляло больше команд и функций, таких как встроенный ассемблер для Zilog Z80.
Интерпретатор BASIC выдавал лишь несколько сообщений об ошибках: WHAT? (синтаксическая ошибка), HOW? (неправильный параметр) и SORRY (не хватило памяти) — это было сделано для экономии памяти ПЗУ. Некоторые стандартные команды BASIC были заменены (BYTE вместо PEEK/POKE, OLD вместо LOAD и др.) — с тем чтобы больше ключевых слов начиналось на разные буквы; интерпретатор позволял сокращать команды, записывая первую букву и точку (например, P. вместо PRINT).